# Intertriginös
Als intertriginös (von lateinisch: inter – zwischen; trigon – Dreieck) werden Bereiche der Körperoberfläche bezeichnet, in denen sich dicht benachbarte, teilweise direkt gegenüberliegende Hautflächen ständig oder bei bestimmten Haltungen bzw. Gelenkstellungen berühren. Als Intertrigines werden Hautbezirke u. a. in der Achselhöhle, in der Leistenregion, in der Kniekehle, in der Gesäßfalte, in der Genitalgegend und unterhalb der weiblichen Brust sowie jeweils zwischen den Fingern und zwischen den Zehen bezeichnet.
Intertriginöse Hautbereiche sind besonders anfällig für Infektionen. Die dort oftmals erhöhte Hautfeuchtigkeit ist mit einer entsprechend erhöhten Keimbesiedlungsdichte verbunden (vgl. Hautflora). Durch Schweißeinwirkung und Reibung kommt es außerdem leicht zur Quellung und Erosion der obersten Hautschichten, was Erregern den Zutritt erleichtert. Solche Hautentzündungen werden als Intertrigo bezeichnet.